# Andrin Netzer
Andrin Netzer (Vaduz, 11 gennaio 2002) è un calciatore liechtensteinese, centrocampista del Balzers e della nazionale liechtensteinese.

## Caratteristiche tecniche
È un centrocampista difensivo.

## Carriera

### Club
Cresciuto nel settore giovanile del Vaduz, nel 2018 è stato promosso nella squadra riserve.

### Nazionale
L'11 novembre 2020 debutta con la nazionale liechtensteinese giocando l'amichevole persa 3-0 contro Malta.

## Statistiche

### Cronologia presenze e reti in nazionale
| Cronologia completa delle presenze e delle reti in nazionale ― Liechtenstein | Cronologia completa delle presenze e delle reti in nazionale ― Liechtenstein | Cronologia completa delle presenze e delle reti in nazionale ― Liechtenstein | Cronologia completa delle presenze e delle reti in nazionale ― Liechtenstein | Cronologia completa delle presenze e delle reti in nazionale ― Liechtenstein | Cronologia completa delle presenze e delle reti in nazionale ― Liechtenstein | Cronologia completa delle presenze e delle reti in nazionale ― Liechtenstein | Cronologia completa delle presenze e delle reti in nazionale ― Liechtenstein |
| Data                                                                         | Città                                                                        | In casa                                                                      | Risultato                                                                    | Ospiti                                                                       | Competizione                                                                 | Reti                                                                         | Note                                                                         |
| ---------------------------------------------------------------------------- | ---------------------------------------------------------------------------- | ---------------------------------------------------------------------------- | ---------------------------------------------------------------------------- | ---------------------------------------------------------------------------- | ---------------------------------------------------------------------------- | ---------------------------------------------------------------------------- | ---------------------------------------------------------------------------- |
| 11-11-2020                                                                   | Ta' Qali                                                                     | Malta                                                                        | 3 – 0                                                                        | Liechtenstein                                                                | Amichevole                                                                   | -                                                                            | 78’                                                                          |
| 29-3-2022                                                                    | San Pedro del Pinatar                                                        | Liechtenstein                                                                | 0 – 1                                                                        | Fær Øer                                                                      | Amichevole                                                                   | -                                                                            | 72’                                                                          |
| 3-6-2022                                                                     | Vaduz                                                                        | Liechtenstein                                                                | 0 – 2                                                                        | Moldavia                                                                     | UEFA Nations League 2022-2023 - 1º turno                                     | -                                                                            | 72’                                                                          |
| 6-6-2022                                                                     | Riga                                                                         | Lettonia                                                                     | 1 – 0                                                                        | Liechtenstein                                                                | UEFA Nations League 2022-2023 - 1º turno                                     | -                                                                            | 54’                                                                          |
| 10-6-2022                                                                    | Andorra la Vella                                                             | Andorra                                                                      | 2 – 1                                                                        | Liechtenstein                                                                | UEFA Nations League 2022-2023 - 1º turno                                     | -                                                                            | 77’                                                                          |
| 14-6-2022                                                                    | Vaduz                                                                        | Liechtenstein                                                                | 0 – 2                                                                        | Lettonia                                                                     | UEFA Nations League 2022-2023 - 1º turno                                     | -                                                                            | 64’                                                                          |
| 22-9-2022                                                                    | Vaduz                                                                        | Liechtenstein                                                                | 0 – 2                                                                        | Andorra                                                                      | UEFA Nations League 2022-2023 - 1º turno                                     | -                                                                            | 46’                                                                          |
| 25-9-2022                                                                    | Chișinău                                                                     | Moldavia                                                                     | 2 – 0                                                                        | Liechtenstein                                                                | UEFA Nations League 2022-2023 - 1º turno                                     | -                                                                            | 67’                                                                          |
| 26-3-2023                                                                    | Vaduz                                                                        | Liechtenstein                                                                | 0 – 7                                                                        | Islanda                                                                      | Qual. Euro 2024                                                              | -                                                                            | 46’                                                                          |
| 17-6-2023                                                                    | Lussemburgo                                                                  | Lussemburgo                                                                  | 2 – 0                                                                        | Liechtenstein                                                                | Qual. Euro 2024                                                              | -                                                                            | 55’                                                                          |
| 8-9-2023                                                                     | Zenica                                                                       | Bosnia ed Erzegovina                                                         | 2 – 1                                                                        | Liechtenstein                                                                | Qual. Euro 2024                                                              | -                                                                            | 83’                                                                          |
| 11-9-2023                                                                    | Bratislava                                                                   | Slovacchia                                                                   | 3 – 0                                                                        | Liechtenstein                                                                | Qual. Euro 2024                                                              | -                                                                            | 63’                                                                          |
| 16-10-2023                                                                   | Reykjavík                                                                    | Islanda                                                                      | 4 – 0                                                                        | Liechtenstein                                                                | Qual. Euro 2024                                                              | -                                                                            | 71’                                                                          |
| 19-11-2023                                                                   | Vaduz                                                                        | Liechtenstein                                                                | 0 – 1                                                                        | Lussemburgo                                                                  | Qual. Euro 2024                                                              | -                                                                            | 75’                                                                          |
| 22-3-2024                                                                    | Tórshavn                                                                     | Fær Øer                                                                      | 4 – 0                                                                        | Liechtenstein                                                                | Amichevole                                                                   | -                                                                            | 52’ 90+1’                                                                    |
| 26-3-2024                                                                    | Larnaca                                                                      | Lettonia                                                                     | 1 – 1                                                                        | Liechtenstein                                                                | Amichevole                                                                   | -                                                                            | 59’ 80’                                                                      |
| 8-9-2024                                                                     | Gibilterra                                                                   | Gibilterra                                                                   | 2 – 2                                                                        | Liechtenstein                                                                | UEFA Nations League 2024-2025 - 1º turno                                     | -                                                                            | 75’ 90+8’                                                                    |
| 10-10-2024                                                                   | Vaduz                                                                        | Liechtenstein                                                                | 1 – 0                                                                        | Hong Kong                                                                    | Amichevole                                                                   | -                                                                            | 67’                                                                          |
| 6-6-2025                                                                     | Cardiff                                                                      | Galles                                                                       | 3 – 0                                                                        | Liechtenstein                                                                | Qual. Mondiali 2026                                                          | -                                                                            | 73’                                                                          |
| 9-6-2025                                                                     | Vaduz                                                                        | Liechtenstein                                                                | 0 – 4                                                                        | Scozia                                                                       | Amichevole                                                                   | -                                                                            | 51’ 57’                                                                      |
| Totale                                                                       |                                                                              | Presenze                                                                     | 20                                                                           |                                                                              | Reti                                                                         | 0                                                                            |                                                                              |